# FaceApp
FaceApp — мобильное приложение для iOS и Android, разработанное кипрской компанией FaceApp Technology Limited, которое использует технологию нейронной сети для автоматической генерации очень реалистичных преобразований лиц на фотографиях. Приложение может трансформировать лицо, сделать его улыбающимся, состарить или омолодить и даже поменять пол модели. FaceApp был запущен на iOS в январе 2017 года и на Android в феврале 2017 года.
Преобразования смены пола в FaceApp вызвали особый интерес со стороны ЛГБТ и трансгендерных сообществ из-за их способности реалистично имитировать внешний вид человека противоположного пола.
«Горячая» трансформация была ранее доступна в FaceApp, но после критики и обвинений в расизме, когда она осветлила цвет кожи чернокожих и сделала их более европейскими, была кратко переименована в «Искру», а затем удалена. В ответ на критику Ярослав Гончаров, основатель и исполнительный директор FaceApp Technology Limited, сказал: «Мы глубоко сожалеем об этом, несомненно, серьёзном вопросе. Это неприятный побочный эффект основной нейронной сети, вызванный смещением тренировочного набора, а не предполагаемым поведением». Он добавил, что идёт работа над «полным исправлением». 9 августа 2017 года FaceApp снова подвергся критике, когда в нём были представлены «этнические фильтры», изображающие «белых», «черных», «азиатов» и «индейцев». Ярослав Гончаров сразу удалил фильтры из приложения.
Спустя два года после запуска сервис FaceApp снова вышел в топ популярных приложений. За 10 дней пикового спроса FaceApp заработал более $1 млн. Всего приложение скачали более 500 млн раз.